# Reptilisocia
Reptilisocia es un género de polillas tortrícidas categorizado en la tribu Tortricini, de la subfamilia Tortricinae. Fue descrito por Diakonoff en 1983.

## Especies
- Reptilisocia gunungana Razowski, 2013
- Reptilisocia impetigo Razowski, 2012
- Reptilisocia paraxena Diakonoff, 1983
- Reptilisocia paryphaea (Meyrick, 1907)
- Reptilisocia solomonensis Razowski, 2012
- Reptilisocia tarica Razowski, 2012